# مذبحة بوتشا
مذبحة بوتشا هي سلسلة من جرائم الحرب، تتألف من القتل الجماعي،الاغتصاب والتعذيب للمدنيين الأوكرانيين الذين يُزعم أن القوات الروسية ارتكبتها في بلدة بوتشا الأوكرانية خلال معركة بوتشا واحتلالها للبلدة في سياق الغزو الروسي لأوكرانيا 2022.